# Kirstine Haase
Kirstine Haase (født 6. april 1979) i Hillerød er en dansk arkæolog, der er særligt kendt for sit arbejde med middelalderens og renæssancens byarkæologi. Haase har udgravet og forsket i byarkæologien i mange år, og i særdeleshed har hendes forskning i middelalderens Odense haft stor betydning. Haase har sine rødder i feltarkæologien, og det giver hende en stærk metodisk og teoretisk tilgang til den byarkæologiske forskning. I dag arbejder Haase som forskningsleder for forskningscentret CENTRUM på Museum Odense. Hendes forskning har især fokuseret på byarkæologien, de sociale aspekter af bylivet og integrationen af naturvidenskabelige analysemetoder i arkæologien, hvilket spiller en stor rolle i dansk arkæologi. Gennem sin karriere har Haase både forsket i og formidlet arkæologi til et bredt publikum.

## Karriere
Haases vej til arkæologistudiet blev allerede påbegyndt i grundskolen, da hun var på udgravning på Torvet 9 i Ribe som praktikant i 9. klasse i 1995. Udgravningsleder var Marie Foged Klemensen. Haase blev matematisk student fra Ribe Katedralskole i 1998, og hun påbegyndte arkæologistudiet på Aarhus Universitet i 1999. I 2001 blev Haase ansat som rundviser på Moesgaard Museum.
Haases første ansættelse som feltarkæolog var ved Næstved Museum i 2004 i forbindelse med udgravning af bebyggelse i Kompagnistræde. Turi Thomsen var udgravningsleder på udgravningen, hvor registreringen blev foretaget efter single kontekstmetoden (en). Udgravningen i Kompagnistræde blev efterfulgt af bearbejdning i computerprogrammerne ArchaeoInfo og MapInfo. Denne tilgang blev definerende for Haases karriereforløb.
I 2008 blev Haase cand.mag. i middelalderarkæologi med kandidatspecialet ” Skt. Knuds Kloster i Odense - en bygningsarkæologisk undersøgelse”.
Fra 2009-2012 var Haase ansat på Københavns Museum, hvor hun blandt andet deltog i de store udgravninger i forbindelse med Københavns Metro.
Fra 2013-2022 arbejdede Haase som udgravningsleder og siden museumsinspektør på Museum Odense. I perioden fra 2016-2019 var Haase samtidig tilknyttet grundforskningscentret Urban Network Evolutions (UrbNet) på Aarhus Universitet som ph.d.-stipendiat.
Fra 2017-2018 skabte Haase særudstillingen ”Knuds Odense – Vikingernes By” på Møntergården under Museum Odense i samarbejde med Mads Runge, Karsten Kjer Michaelsen, Sune Elskær m.fl.
I 2019 fik Haase tildelt ph.d.-graden fra Aarhus Universitet med afhandlingen ”An Urban Way of Life. Social Practices, networks and identities in Odense, 1000-1500 AD” med professor Søren M. Sindbæk som vejleder.
Fra 2022-2023 var Haase ansat som post.doc. på grundforskningscentret UrbNet ved Aarhus Universitet, og havde i den forbindelse orlov fra Museum Odense.
Efter post.doc.-projektet vendte Haase tilbage til Museum Odense som museumsinspektør. Her blev hun udnævnt til forskningsleder i 2024.
Gennem sin karriere har Haase også ydet en stor indsats for formidlingen af de arkæologiske udgravninger og den arkæologiske forskning. Hun har blandt andet formidlet arkæologien i særudstillinger, populærvidenskabelige artikler, interviews, kronikker, podcast, foredrag og som medudvikler af Videnskabsklubbens Arkæologiforløb, der lanceres i 2024.

### Byarkæologien
I dansk arkæologi er Haase mest kendt for sin store indsats inden for det byarkæologiske forskningsfelt. Allerede som studerende deltog hun i flere byarkæologiske udgravninger og arbejdede med materiale fra byudgravninger i Næstved, Aalborg, Ringkøbing, Randers, Viborg og Svendborg. Som færdiguddannet fortsatte hun arbejdet med byarkæologien på henholdsvis MetroCityring-projektet i København og byomdannelsesprojektet Fra Gade til By i Odense. Efter at have arbejdet som feltarkæolog i otte år, påbegyndte Haase ph.d.-studiet, hvor den byarkæologiske forskning spillede en stor rolle.

### Urbaniseringens Møder og Mennesker
Ph.d.-projektet udsprang delvis af projektet Fra Gade til By i Odense, men skete også i samarbejde med Hanna Dahlström og Københavns Museum, der var opsatte på at forske i materialet fra udgravningerne forud for Metroen i København. De to forskningsprojekter havde så meget tilfælles, at de blev tænkt sammen som et samlet projekt. Projektet ”Urbaniseringens Møder og Mennsker” blev finansieret af Veluxfonden, og skete som samarbejde mellem blandt andet Københavns Museum, der var projektejer, Museum Odense og Grundforskningscenteret Urban Network Evolutions ved Aarhus Universitet ledet af Rubina Raja og Søren M. Sindbæk. Siden da har Haases forskning koncentreret sig om forskellige aspekter af byarkæologien fra kristendommens indflydelse på bylivet til kulturlagenes dannelse.

### Forskningsprojekter
Gennem sin karriere har Haase arbejdet med en stribe store forskningsprojekter:

#### Nørre Vosborg i Tid og Rum
Fra 2007-2014 var Haase en del af et tværfagligt forskningsprojekt mellem Aarhus Universitet, Ringkøbing Museum og Holstebro Museum samt Dansk Center for Herregårdsforskning. Projektet skulle skabe mere viden om Nørre Vosborgs historie, arkitektur, udvikling af landskabet og persongallerier. Projektet blev støttet af RealDania.

#### Urbaniseringens Møder og Mennesker
Fra 2016-2020 arbejdede Haase med Velux-projektet Urbaniseringens Møder og Mennesker. Det fireårige forsknings- og formidlingsprojekt blev udviklet i samarbejde mellem Københavns Museum, Odense Bys Museer, Nya Lödoseprojektet (sv) i Göteborg og grundforskningscentret UrbNet, Aarhus Universitet.

#### Albani Kirke i det tidlige Odense
Fra 2021-2022 udførte Haase et etårigt forskningsprojekt om middelalderens Albani Kirke i Odense. Projektet blev finansieret af Kulturministeriets Forskningsudvalg.

#### 3D Mapping of Archaeological Deposits in Medieval Cities
Haases post.doc.-projekt blev udført fra 2022-2023 ved grundforskningscentret UrbNet på Aarhus Universitet.

#### Urbane Landskaber
Fra 2023-2024 arbejder Haase med et forskningsprojekt om urbane landskaber finansieret af Kulturministeriets Forskningsudvalg.

#### Krisens Konsekvenser
Haases seneste forskningsprojekt Krisens Konsekvenser foregår fra 2024-2027 og er finansieret af Augustinusfonden. Haase undersøger den senmiddelalderlige krises konsekvens for livet i byen

### Medlem af
- 2015-: Koordinator for Historisk Arkæologi i forbindelse med Organisationen Danske Museers årlige Kultur-, naturhistorisk og kunstfagligt orienteringsmøde.[1][44]
- 2020-: Medlem af Jysk Arkæologisk Selskabs Styrelse.[45]
- 2022-: Medlem af censorkorpset for Arkæologi, Oldtids- og Kulturarvsstudier.[46][1]
- 2022-: Initiativtager og medlem af styregruppen i NUA – Nordisk Netværk for Urban Arkæologi.[1][47]
- 2023-: Bestyrelsesmedlem i CAA Denmark – Computer Applications in Archaeology.[48][49]